# Aulopus
Aulopus è un genere di pesci ossei marini appartenenti alla famiglia Aulopidae.

## Distribuzione e habitat
Questi pesci sono diffusi nell'Oceano Atlantico orientale compreso il mar Mediterraneo dove è presente la specie A. filamentosus e nell'Oceano Pacifico lungo le coste vietnamite e messicane.
Sono pesci bentonici che popolano il piano circalitorale e il basso piano infralitorale.

## Specie
- Aulopus bajacali
- Aulopus cadenati
- Aulopus diactithrix
- Aulopus filamentosus